# Pik Šota Rustaveli
Pik Šota Rustaveli (gruzínsky შოთა რუსთაველის მწვერვალი, Šota Rustavelis mcvervali, rusky Пик Шота Руставели) je hora v pohoří Velký Kavkaz, pojmenovaná po gruzínském básníkovi z přelomu 12. a 13. století Šotovi Rustavelimu. Nachází se na hlavním rozvodném hřebeni v centrální části Kavkazu v masívu Bezengská stěna na rozvodí řek Těrek (severní svah) a Inguri (jižní svah) a současně na státní hranici mezi Gruzií a Ruskem (Kabardsko-Balkarsko).
V různých zdrojích se rozchází její výška i lokalizace:
- Ruské databáze horolezeckých cest[1][2], či schémata hor[3] uvádějí umístění Piku Šoty Rustaveliho v masívu Bezengské stěny mezi horami Džangi-Tau (východní vrchol) a Šchara (západní vrchol) na souřadnicích 43°0′29″ s. š., 43°4′24″ v. d.. Tyto zdroje pak obvykle uvádějí nadmořskou výšku 4960 metrů[4].
- Staré sovětské mapy generálního štábu označují Pikem Šoty Rustaveliho kótu 4 859 m n. m. v Bezengské stěně mezi horami Katyn-Tau a Džangi-Tau na souřadnicích 43°1′31″ s. š., 43°2′40″ v. d.[5]. Jinak je tato kóta označována jako bezejmenná Pik 4859[6].

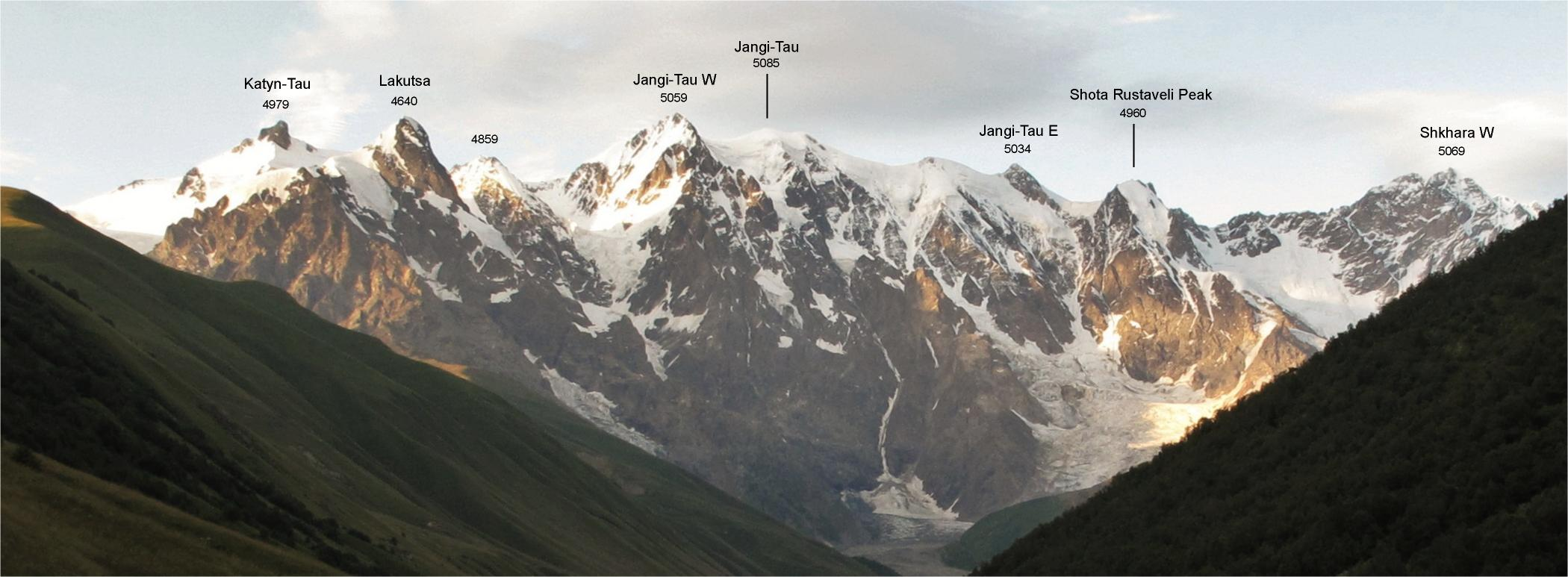
Panorama střední (nejvyšší) části hlavního kavkazského hřebene z jihu

To znamená, že jde o osmou nejvyšší horu Kavkazu (nepočítaje v to vedlejší vrcholy hor, např. východní vrchol Elbrusu a podobně).